# Abell 689
Abell 689 è un ricco ammasso di galassie situato prospetticamente nella costellazione del Cancro alla distanza di oltre 3 miliardi di anni luce dalla Terra (light travel time). È inserito nell'omonimo catalogo compilato da George Abell nel 1958.
SDSS J083748.85+150036.3, SDSS J083845.47+150807.8, SDSS J083722.43+145530.4, SDSS J083730.05+150507.9, SDSS J083647.30+150900.1 e SDSS J083741.25+145225.0 sono le galassie più luminose dell'ammasso.
Abell 689 fa parte del superammasso di galassie SCl 245.